# Gintaras Beresnevičius
Gintaras Beresnevičius (* 7. Juli 1961 in Kaunas; † 5. August 2006 in Vilnius) war ein litauischer Religionswissenschaftler, Schriftsteller und Publizist.

## Leben
1984 schloss Beresnevičius sein Studium an der Geschichtsfakultät der Universität Vilnius ab. Nach 1986 arbeitete er an verschiedenen Universitäten und promovierte 1993 bei Norbertas Vėlius.
Er war Verfasser und Herausgeber zahlreicher wissenschaftlicher Bücher. Er schrieb über 100 wissenschaftliche Artikel. Er galt zuletzt als der profundeste Kenner der baltischen Mythologie und Religionsgeschichte. 2003 veröffentlichte er ein Schulbuch für den Gebrauch im Religionsunterricht in der 11. und 12. Klasse.
Seine Essays und Kommentare erschienen hauptsächlich in der Zeitschrift Naujasis Židinys und der wöchentlichen Kulturzeitung Šiaurės Atėnai (Nord-Athen), deren Mitherausgeber er war, ebenso in verschiedenen Internetnachrichtenportalen. Daneben veröffentlichte er mehrere Bände mit Essays (auch unter Pseudonymen wie Antanas Sereda) und einen Roman. Vom Präsidenten Litauens wurde er für seine Essay-Sammlung Ant laiko ašmenų zur Geschichte Litauens ausgezeichnet. 2004 unterstützte er Kazimiera Prunskienė während ihrer Präsidentschaftskandidatur.
Zuletzt war Beresnevičius an der Universität Vilnius am Zentrum für religiöse Studien sowie am Institut für Kultur, Kunst und Philosophie tätig. Ungeachtet seiner überragenden wissenschaftlichen Leistungen und obwohl seine Vorlesungen an der Universität Kaunas die beliebtesten Veranstaltungen an dieser Universität waren, wurde er nicht zum Professor berufen.
Sein Tod am 5. August 2006 ist nicht im Detail geklärt. Sicher ist, dass er unter Alkoholeinfluss aus einer Bar verwiesen wurde, unter Herbeirufung der Polizei. Zunächst lief gegen die Polizisten ein Ermittlungsverfahren, das jedoch im Oktober 2006 eingestellt wurde. Die offizielle Lesart, wonach Beresnevičius nicht an den Folgen einer Misshandlung durch Polizeibeamte, sondern an Herzversagen starb, wird aufgrund vieler Widersprüche kaum akzeptiert.

## Werke (Auswahl)

### Wissenschaft
- Dausos. Klaipėda 1990.
- Religijų istorijos metmenys. Vilnius 1997. ISBN 9986-590-54-X
- Trumpas lietuvių ir prūsų religijos žodynas. Vilnius 2001. ISBN 9955-445-31-9
- Palemono mazgas. Palemono legendos periferinis turinys. Vilnius 2003. ISBN 9955-9557-9-1

### Belletristik
- Ant laiko ašmenų. Vilnius 2002. ISBN 9955-445-41-6
- Zauber der baltischen Staaten. Estland – Lettland – Litauen. Fotos v. Kai U. Müller. Texte v. Gintaras Beresnevicius, Cornelius Hasselblatt, Detlev Henning u. a. München, GeraNova/Bruckmann, 2005. ISBN 3-86517-030-7